# Олятово
Олятово — деревня в Кичменгско-Городецком районе Вологодской области.
Входит в состав Енангского сельского поселения, с точки зрения административно-территориального деления — в Нижнеенангский сельсовет.
Расположена в 0,5 км от реки Ёнтала, являющейся притоком реки Юг. Олятово находится в 50 км от районного центра села Кичменгский Городок, расстояние до центра муниципального образования Нижнего Енангска — 9 км. Ближайшие населённые пункты — Верхнее Алтушево, Устьенская, Окулово.
Градообразующим является сельскохозяйственное предприятие «Правда», которое занимается мясо-молочным производством, заготовкой древесины и выращиванием зерновых.
По переписи 2002 года население — 185 человек (96 мужчин, 89 женщин). Преобладающая национальность — русские (99 %).